# Deb Fischer
Debra Strobel Fischer (1951. március 1. –) amerikai politikus, 2013 óta Nebraska szenátora. 2012-ben választották be először a Szenátusba, majd 2018-ban újra. A nebraskai törvényhozásban két ciklust töltött 2005 és 2013 között. A Republikánus Párt tagja és Nebraska első női szenátora, akit egy teljes terminusra választottak meg.
Politikáját tekintve Fischer szerint több katonára van szükség az ország déli határánál, illetve támogatta az indítványt, hogy szenátorok kétszer hat évet szolgálhassanak, míg a képviselőházi képviselők háromszor két évet. Megígérte, hogy két terminus után nem fog újraindulni a pozíciójáért.
2020 júniusában, mikor a Legfelsőbb bíróság elfogadta, hogy a civiljogi törvénynek vonatkoznia kell a meleg és transznemű dolgozókra is, Fischer azt nyilatkozta, hogy ő ezzel nem lát problémát és minden amerikainak ugyanolyan jogai vannak.

## Választási eredmények
| Párt     | Jelölt            | Szavazatok | %    |
| -------- | ----------------- | ---------- | ---- |
|          | Deb Fischer       | 79,941     | 41.0 |
|          | Jon Bruning       | 70,067     | 35.9 |
|          | Don Stenberg      | 36,727     | 18.8 |
|          | Pat Flynn         | 5,413      | 2.8  |
|          | Spencer Zimmerman | 1,601      | 0.8  |
|          | Sharyn Elander    | 1,294      | 0.7  |
| Összesen | Összesen          | 195,043    | 100  |

| Párt     | Jelölt      | Szavazatok | %      |
| -------- | ----------- | ---------- | ------ |
|          | Deb Fischer | 455,593    | 57.77% |
|          | Bob Kerrey  | 332,979    | 42.23% |
| Összesen | Összesen    | 788,572    | 100.0% |

| Párt     | Jelölt                   | Szavazatok | %      |
| -------- | ------------------------ | ---------- | ------ |
|          | Deb Fischer (hivatalban) | 128,157    | 75.79% |
|          | Todd F. Watson           | 19,661     | 11.63% |
|          | Jack Heidel              | 9,413      | 5.57%  |
|          | Jeffrey Lynn Stein       | 6,380      | 3.77%  |
|          | Dennis Frank Macek       | 5,483      | 3.24%  |
| Összesen | Összesen                 | 169,094    | 100%   |

| Párt             | Jelölt                   | Szavazatok | %      |
| ---------------- | ------------------------ | ---------- | ------ |
|                  | Deb Fischer (hivatalban) | 403,151    | 57.69% |
|                  | Jane Raybould            | 269,917    | 38.62% |
|                  | Jim Schultz              | 25,349     | 3.63%  |
| További jelöltek | További jelöltek         | 466        | 0.07%  |
| Összesen         | Összesen                 | 698,883    | 100.0% |